# ARN transportador
Ácido ribonucleico transportador (ARN transportador, ARN de transferência ou RNA transportador), abreviado como ARNt, tARN, tRNA ou RNAt, é um ácido ribonucleico (ARN) funcional de menor peso molecular , sendo sintetizado pela RNA polimerase III a partir do processo de transcrição do DNA e que é responsável por transportar os aminoácidos para a síntese proteica  participando do processo de tradução. Sua existência foi postulada por Crick, que deduziu que estes deveriam conter uma sequência de anticódon, um aminoácido e uma enzima para polimerização. Possui na sua molécula uma região formada por três nucleotídeos chamada anticódon que interage com a sequência específica (códon) localizada na molécula de ARN mensageiro dentro do ribossomo. Como os códons no ARNm são lidos no sentido 5’ → 3’, os anticódons são orientados no sentido 3’ → 5’.  RNA transportador possui uma estrutura complexa que se assemelha a um "L" e sua conformação é fundamental para suas funções, sendo constituída por: braço aceptor, que possui uma extremidade livre contendo as bases ACC que associa-se ao aminoácido por uma ligação acila; alça ΨU, que apresenta função estrutural e contém uma base incomum; alça variável; alça do anticódon, que abriga o anticódon e é delimitado pelas bases AG de um lado e pela base U de outro; anticódon, uma sequência de 3 bases complementar ao mRNA; e alça D que tem função estrutural. Cada ARNt é específico para apenas um aminoácido e transporta esse aminoácido fixado em sua extremidade livre 3’. Existe pelo menos um ARN transportador para cada aminoácido. Aminoacil-RNAt-sintetatases é a enzima que cataliza a ligação entre RNAt com os 20 aminoácidos e esta possui um sítio de reconhecimento altamente específico para cada anticódon. A ligação RNAt e aminoácido é feita através da haste aceptora.
A união entre o anti-códon e o códon ocorre durante o processo de tradução.